# Tsuruta Michihiro
Michihiro Tsuruta (sinh ngày 4 tháng 1 năm 1968) là một cầu thủ bóng đá người Nhật Bản.

## Sự nghiệp câu lạc bộ
Michihiro Tsuruta đã từng chơi cho Nagoya Grampus Eight, Vissel Kobe và Ventforet Kofu.